# Побужье (историческая область)

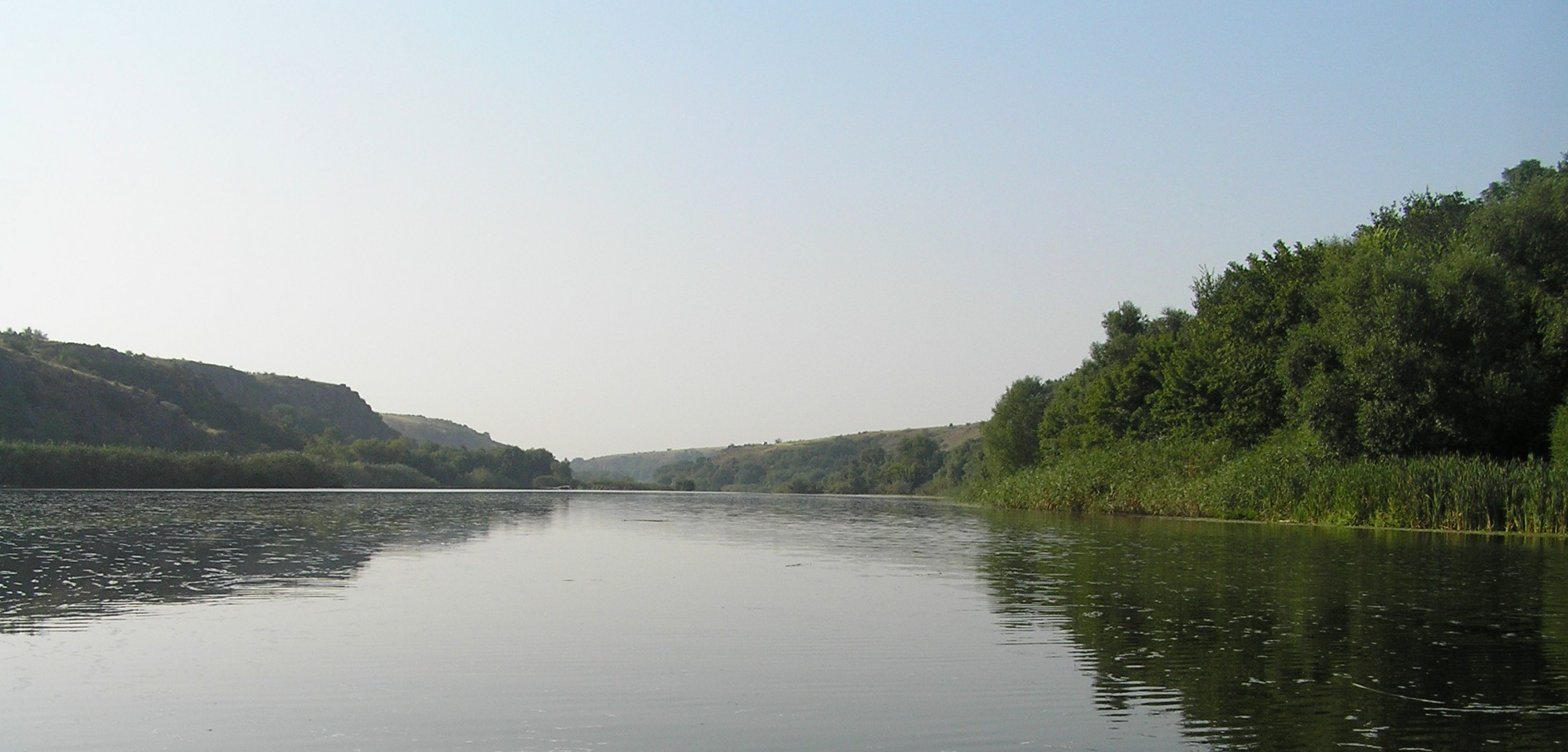
Река Южный Буг на территории современной Николаевской области.

Побужье (Прибужье, укр. Побужжя, укр. Побожжя) — историко-географическая область, расположенная по верхнему и среднему течению реки Южный Буг, на территории в том числе современной Николаевской области.

## История
Ко времени становления Древнерусского государства земли Прибужья были заселены славянскими племенами уличей и тиверцев.
После XI века Прибужье было населено кочевыми племенами печенегов, потом половцев и позднее татар. Одним из первых упоминаний Прибужья является известие Ипатьевской летописи, помещённое под 1257 годом. Регион входил в Галицко-Волынское княжество. Около 1362 года часть Прибужья захватило Великое княжество Литовское и Русское. После Люблинской унии 1569 года им завладела Речь Посполитая. В 1793 году в результате второго раздела Речи Посполитой вместе с Правобережной Украиной Прибужье вошло в состав Российской империи.